# TCDD E43000
TCDD E43000 — серія електровозів, використовуваних державною компанією Турецька залізниця. Всього було побудовано 45 екземплярів в складі першої партії, яка була виготовлена в 1987 році компанією TÜLOMSAŞ у співпраці з Toshiba. Локомотиви мають потужність 4260 кінських сил і в змозі розвивати швидкість до 120 км/год. Вага локомотива становить 120 тонн при довжині 20 240 мм.

## Використання
Спочатку локомотиви призначалися виключно для перевезення важких вантажів і були розраховані тільки на максимальну швидкість 90 км/год, однак, надалі, у зв'язку з нестачею електричних локомотивів для швидкісних поїздів, особливо з огляду на електрифікацію нових ліній в 1992 році кілька локомотивів були модернізовані для збільшення максимальної швидкості, задля можливості їх використання як швидкісних поїздів. Зараз потяги цієї серії все ще використовуються в пасажирських цілях на всіх електрифікованих маршрутах турецької залізничної мережі.
Поїзд має пантографи з різною шириною піддону. Це пов'язано з різними типами контактних мереж і профілів зазору для більш ранньої й більш пізньої лінії електрифікації в Туреччині. Один має ширину 1950 мм і в основному використовується на маршрутах в західній Туреччині, інший має ширину 1600 мм і використовується на більш пізніх електрифікованих маршрутах.
З 2005 року всі пасажирські потяги (локомотиви й вагони) державної компанії Турецька залізниця фарбуються в біло-червоно-синю кольорову гаму, що символізує їхнє призначення.